# Framheim
Framheim, letterlijk "huis van de Fram" was de naam die Roald Amundsen gaf aan de basis die hij bouwde in de Bay of Whales op het Ross-ijsplateau in Antarctica als startpunt voor zijn tocht naar de zuidpool in 1911. Kern van de basis was de hut die in zijn opdracht in Noorwegen gebouwd door timmerman Jørgen Stubberud, en opgetrokken bij hem thuis vooraleer terug in segmenten afgebroken te worden voor de reis aan boord van de Fram naar Antarctica. Stubberud was dermate onder de indruk van Amundsen dat hij aanbood mee te gaan op de pooltocht wat deze accepteerde.
Op 17 januari werd begonnen met het vier voet diep uitgraven van het ijs om de hut waterpas te kunnen optrekken. Met windschermen werd belet dat de put tijdens de werken zou dichtsneeuwen. Op 28 januari was de hut, bestaande uit een kamer van 5,7m x 3,9m met oorspronkelijk 10 kooien als slaapplaatsen, en een aparte keuken van 3,9m x 1,8m klaar. Een van de kooien werd verwijderd en omgebouwd tot een instrumentenkast. Via de keuken kon de zolder bereikt worden waar behalve een kleine bibliotheek met poolliteratuur en romans ook een donkere kamer voorhanden was. De buitenwanden waren zwart geteerd en het dak van teerpapier voorzien om de zichtbaarheid te verhogen.
Gedurende de winter maanden werden vanaf de ondergesneeuwde toegangsdeur van de hut verscheidene tunnels en werkruimten uitgegraven in de sneeuw. Deze werden gebruikt voor het opslaan van voorraden, en als ateliers voor het aanpassen van de uitrusting en het laden van de sleden. Ook het toilet werd ondergronds uitgegraven in het ijs en was voorzien van een toegang langs dewelke de poolhonden de uitwerpselen konden bereiken en opeten. In een iglo ook bereikbaar per tunnel werd een sauna gebouwd.
De honden verbleven tijdens de winter in tenten opgesteld rondom de hut.